# إرسين تاتار
إرسين تاتار (مواليد 1960 -) سياسي من قبرص الشمالية وهو الرئيس المنتخب لشمال قبرص التركية منذ 23 أكتوبر 2020، تولى المنصب بعد انهيار حكومة ائتلاف توفان إرهورمان في مايو 2019.
وهو أيضًا زعيم حزب الاتحاد الوطني (UBP)، وكما كان زعيمًا للمعارضة.

## النشأة
ولد إرسين تتار عام 1960 في نيقوسيا. أكمل تعليمه الثانوي في إنجلترا، وتخرج من جامعة كامبريدج في عام 1982. ووالدته ربة منزل، كانيف تتار. بعد تخرجه من مدرسة کوشکلوچیفتلیک الابتدائية، درس في مدرسة اللغة الإنجليزية من 1971 إلى 1974. بعد العملية في قبرص عام 1974،

## الحياة المهنية
من عام 1982 حتى عام 1986 عمل تاتار كمحاسب في برايس ووتر هاوس كوبرز في إنجلترا. بين عامي 1986 و1991 كان يعمل في شركة PollyPeck. في عام 1991 انتقل إلى أنقرة حيث عمل في شركة FMC Nurol Defense Industry Co. حتى عام 1992. من عام 1992 حتى عام 2001 شغل منصب المدير المالي في شو تي في. كما كان عضوًا نشطًا في المجتمع القبرصي في الشتات في تركيا، وعمل كرئيس لجمعية إسطنبول للقبارصة الأتراك في إسطنبول بين عامي 1997 و2001.
في 1990 المنشأ نشرت «الصحيفة القبرصية» جنبا إلى جنب مع دوغان هارمان وملكوم حسين يوسف. ثم نشر مجلة قبرص مع بحيرة هاتاي. من عام 2001 إلى عام 2003 شغل منصب رئيس النادي ينيكامي أغديلين. نشرت مقالاته أسبوعيا في قسم «رأي الخبراء» في صحيفة Halkın Sesi في 2000s. He كان أيضا شريكا لشركة التدقيق المستقلة تاتار & Co.

## السياسة
دخل تاتار السياسة في عام 2003، وانضم إلى UBP. تم انتخابه لأول مرة في البرلمان في عام 2009، وشغل منصب وزير المالية تحت قيادة درويش إروغلو حتى خسارة حزبه في عام 2013. وفي عام 2015، ترشح لقيادة UBP وخسر. في عام 2018، ترشح مرة أخرى وفاز.
أعرب تاتار عن دعمه للهجوم التركي لعام 2019 على شمال شرق سوريا وقال إن الأتراك القبارصة هم دائمًا إلى جانب تركيا.
كما يدعم تاتار حل الدولتين Two-state solution (Cyprus) [الإنجليزية]
في الجولة الأولى من الانتخابات الرئاسية لجمهورية شمال قبرص التركية لعام 2020، حصلت على 32.5٪ من الأصوات، ووصلت إلى الجولة الثانية. في الجولة الثانية التي عقدت في 18 أكتوبر 2020، تم انتخابه رئيسًا للجمهورية التركية لشمال قبرص بنسبة 51.74٪ من الأصوات.

## صالة عرض

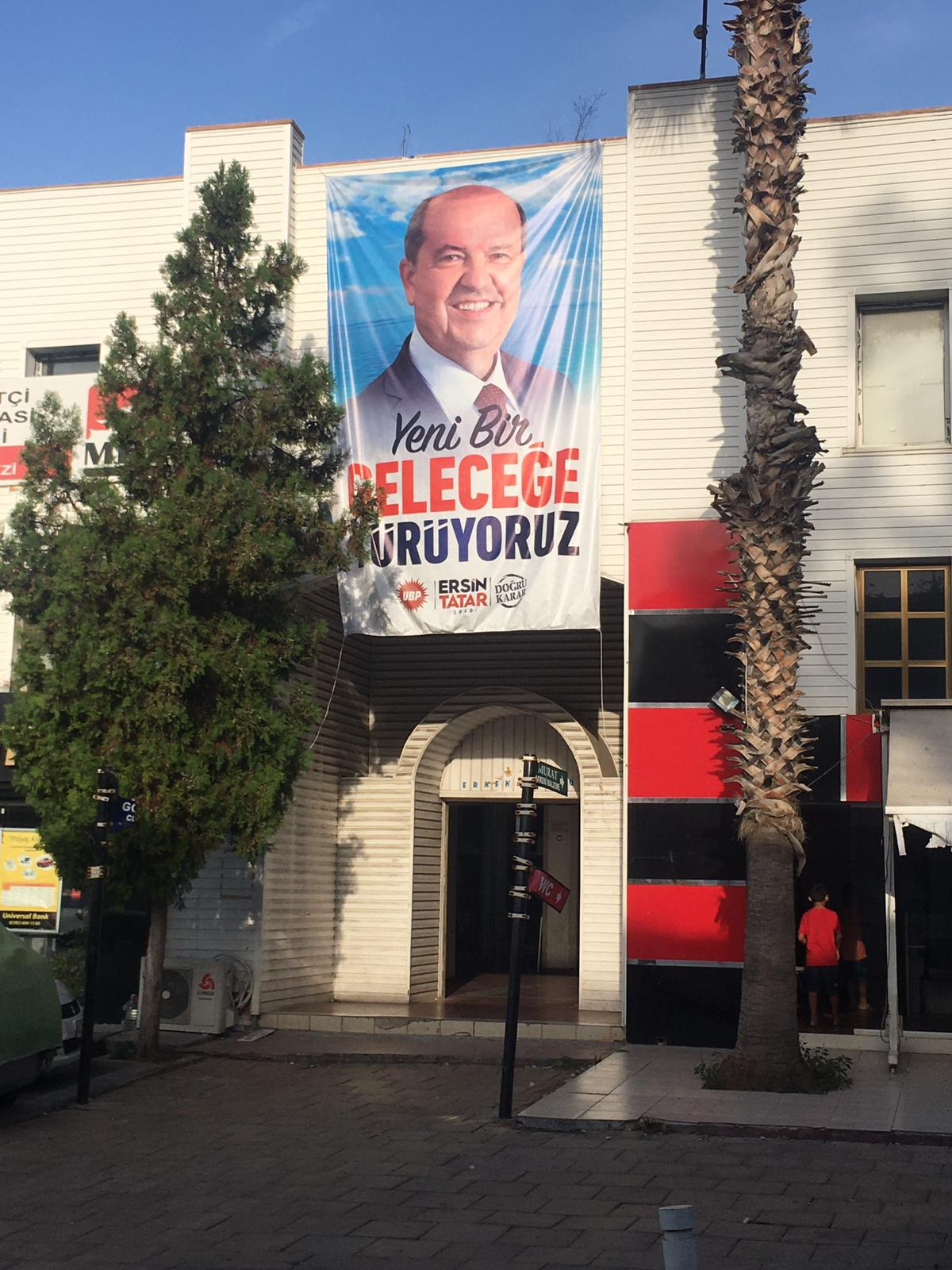
ملصق انتخابي إرسين تتار 2020

## أسرة
إرسين تتار متزوج وله طفلان.